# اسفندیار حسینی
اسفندیار حسینی (زادهٔ ۱۶ اسفند ۱۳۲۰ - درگذشته ۹ مهر ۱۴۰۲) ناخدا یکم ارتش جمهوری اسلامی ایران بود، که در خلال جنگ ایران و عراق از ۱۳۶۲ تا ۱۳۶۴ فرماندهی نیروی دریایی ایران را برعهده داشت.

## فرماندهی نیروی دریایی
حسینی در سال ۱۳۶۲ به پیشنهاد رئیس‌جمهور وقت؛ سید علی خامنه‌ای که ریاست شورای عالی دفاع را برعهده داشت، به سمت فرماندهی نیروی دریایی، بعد از بهرام افضلی و تأیید رهبر وقت جمهوری اسلامی منصوب شد. او دو سال بعد با بروز اختلاف با ریاست جمهوری این سمت استعفا کرد.

## عملیات خیبر
در این عملیات تکاوران نیروی دریای حضور فعال داشتند و ناخدا حسینی علی‌رغم مخالفت اولیه با حضور یگان هاورکرافت به دلیل وجود نیزار، سرانجام با حضور این هواناوها موافقت کرد. این حضور هاورکرافت‌ها در هور در نهایت امر به دلیل پاره شدن بالشتک‌های لاستیکی آن‌ها در نیزارها باعث بروز مشکلاتی در تدارکات لجستیکی شد.